# 막리지
막리지(莫離支)는 고구려의 관직으로, 오늘날의 수상에 해당하는 최고위직이다. 
원래 고구려는 신당서에 따르면 대대로, 수서에 따르면 태대형이 오늘날의 총리격에 해당하는 최고위직이었으나, 후기의 기록에 따르면, 막리지라는 최고위직이 신설된 것으로 보인다. 상위직으로 대막리지(大莫離支)가 있는데, 642년 쿠데타를 일으켜 독재정권을 수립한 연개소문이 스스로 만들어 오른 자리이다. 연개소문은 이 관직을 자신의 가문에서 대를 이어 세습되도록 하게 함으로써 계속적으로 권력을 유지하려고 하였다.
연개소문의 후계자들인 연남생과 연남건은 자신의 아버지인 연개소문의 대막리지보다 더 큰 정치적 위치를 강화하고, 강대한 권력을 장악하기 위하여(실질적인 성격은 대막리지와 같은 것이지만) 태대막리지(太大莫離支)라고 하는 관직을 신설하기도 하였다.

## 역대 막리지
- 을지문덕(?~?)
- 연개소문(대막리지)
- 연남생(이후 태대막리지로 개칭)
- 연남건
- 연남산

## 같이 보기
- 연씨정권
- 정이대장군
- 교정도감